# Jānis Bērziņš
Pour les articles homonymes, voir Bērziņš.
Jānis Bērziņš, né le 4 mai 1993, à Limbaži, en Lettonie, est un joueur letton de basket-ball. Il évolue au poste d'ailier.

## Biographie
Bērziņš participe au Championnat d'Europe des 20 ans et moins à l'été 2013. La Lettonie remporte la médaille d'argent et Bērziņš est sélectionné dans l'équipe-type de la compétition avec son compatriote Kaspars Vecvagars, les Italiens Amedeo Della Valle (MVP) et Awudu Abass et l'Espagnol Dani Díez.

## Palmarès
- Champion de Lettonie 2012
- Finaliste du championnat d'Europe des 20 ans et moins 2013